# Lars Johan Wallmark
Lars Johan Wallmark, född 27 september 1810 i Luleå, död i kolera 10 oktober 1855 i Stockholm, var en svensk fysiker och föreståndare för Teknologiska institutet 1848-1855. 

## Biografi
Wallmark var son till regementsskrivaren, sedermera fältkamreraren, Lars Anton Wallmark och Margareta Katarina Ekman. Wallmark påbörjade studier vid Uppsala universitet 1827, avlade hovrättsexamen 1828 och innehade jurist- och domarbefattningar till 1832, då han återvände till Uppsala för studier i naturvetenskapliga ämnen, men lämnade universitetet 1838 på grund av hälsoproblem. Senare fortsatte han sina studier vid Bergsskolan i Falun, i Stockholm och vid Motala Mekaniska Verkstad, där han även var disponent under några månader 1840, till 1842, då han bosatte sig i Stockholm. Han besökte därefter flera delar av Sverige och Tyskland för att praktiskt studera industriella, särskilt mekaniska frågeställningar.
Han var custos machinarum vid Kungliga Vetenskapsakademien (KVA) 1843-1846, vilket innebar att handha akademiens fysiska instrumentsamling. 1846 blev han ledamot av KVA, där han samma år blev inspektor över "teknologiska och Thamiska" inrättningen och 1850 över fysiska och kemiska institutionerna vid KVA. Han blev ledamot av Lantbruksakademien 1845.
Wallmark utnämndes 1848 till föreståndare (dåtidens motsvarighet till rektor) för Teknologiska institutet (dagens KTH) med tjänstetiteln överdirektör; en post han behöll till sin förtida död 1855. Han efterträdde Joachim Åkerman som hade varit tillförordnad föreståndare under åren 1845-1848, och då stöpt om Teknologiska institutets verksamhet till mer egentlig ingenjörsutbildning.
Wallmark var en mångsidig vetenskapsman, men i första hand fysiker. I likhet med sin tids svenska fysiker var han i första hand inriktad på praktiska och handfasta frågeställningar, men hade även ett intresse för mer vetenskapliga och teoretiska frågeställningar. Dock föreligger bara några korta publicerade uppsatser av Wallmark i "Öfversigt af Vetenskapsakademiens förhandlingar", i "Förhandlingar vid de skandinaviske naturforskarnes möten" samt i "Landtbruksakademiens handlingar".